# Thon jaune
Thunnus albacares
Pour les articles homonymes, voir Thon (homonymie).
Espèce
Statut de conservation UICN

 NT  : Quasi menacé
Le thon albacore ou thon jaune (Thunnus albacares) est une espèce de poissons de la famille des Scombridae. C'est un thon que l'on rencontre dans toutes les eaux des régions subtropicales et tropicales de la planète. Cette espèce pélagique, absente de la mer Méditerranée, est fortement migratrice et se trouve généralement dans les cent premiers mètres de profondeur. Le thon jaune est très prisé en pêche sportive pour sa combativité.

## Dénominations
- Nom scientifique valide : Thunnus albacares  (Bonnaterre, 1788)[1]
- Nom normalisé : Albacore (FAO[2])
- Noms vulgaires (vulgarisation scientifique) : Albacore[3],[4],[5],[6],[7], Thon jaune[3],[4],[5],[6], Thon à nageoires jaunes[4],[6],[7],[3], Thon albacore[6], Albacore à nageoires jaunes[6].
- Autres noms vulgaires ou noms vernaculaires (langage courant), pouvant désigner éventuellement d'autres espèces : thon[4],[3], thon rouge[4],[3]. Et aussi grand fouet[4],[3] à La Réunion, ton zonn[3] aux Seychelles, z'ailes jaunes[3] à la Martinique.

Il est à noter que, dans les pays anglophones, l'« albacore » est le nom du Thon blanc (Thunnus alalunga).

## Description
Sa taille peut atteindre 2,4 m pour un poids de 200 kg, tandis que son âge maximum reporté est de 9 ans. C’est un poisson sauvage, rapide et puissant, vivant en haute mer, dont la chair est tendre et rosée.

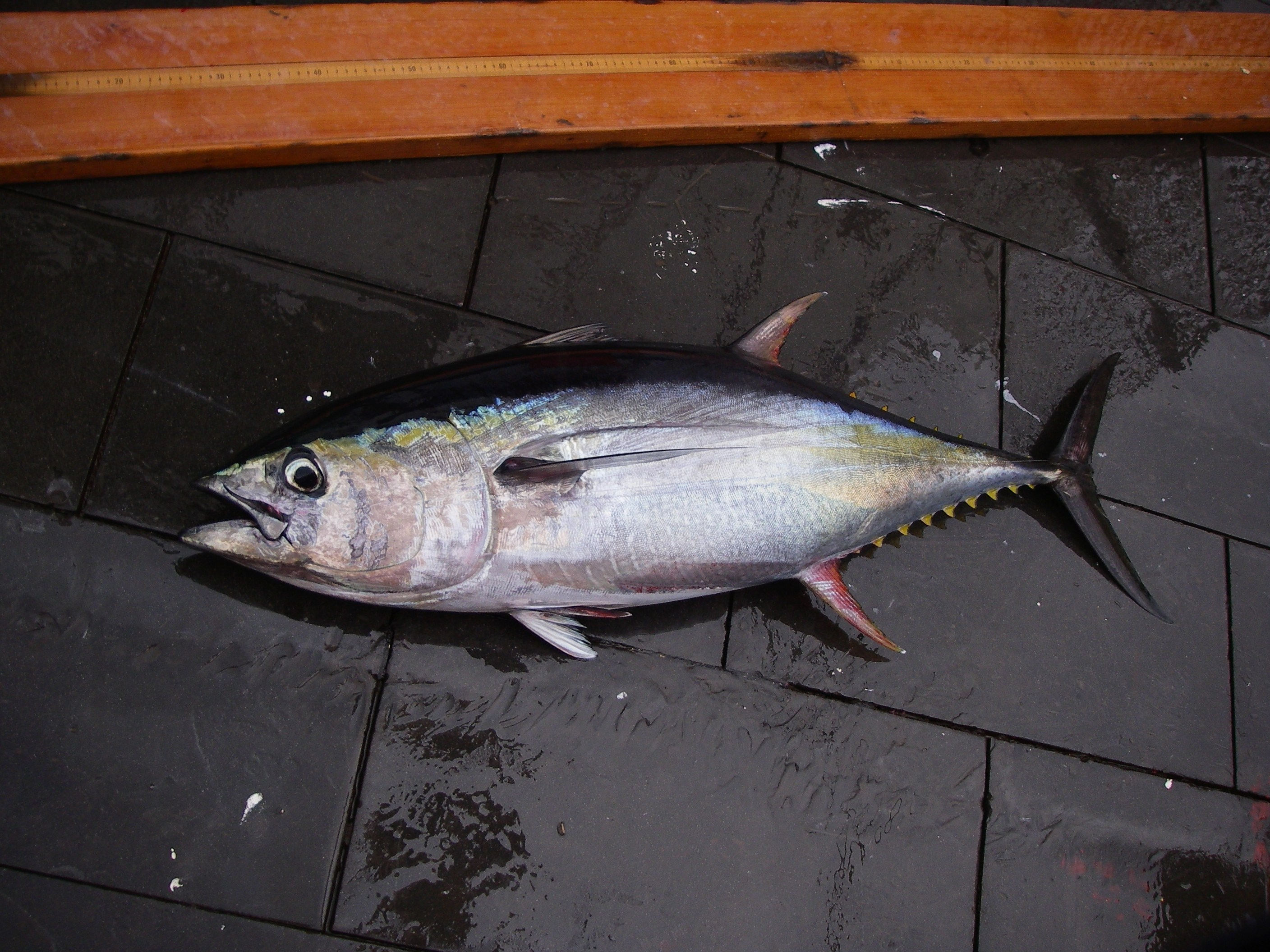
Thon jaune pêché dans le golfe du Mexique
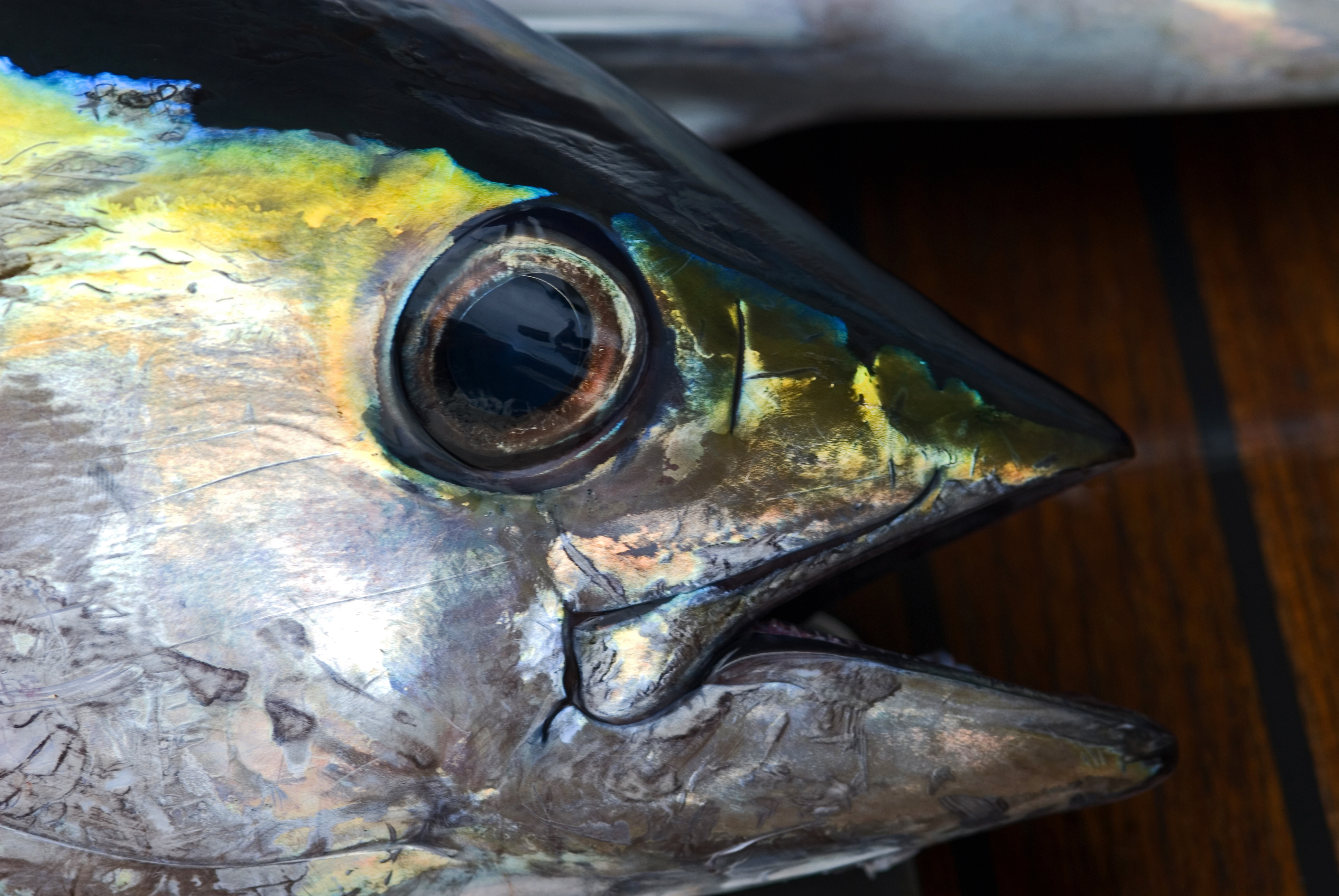
Tête de thon jaune
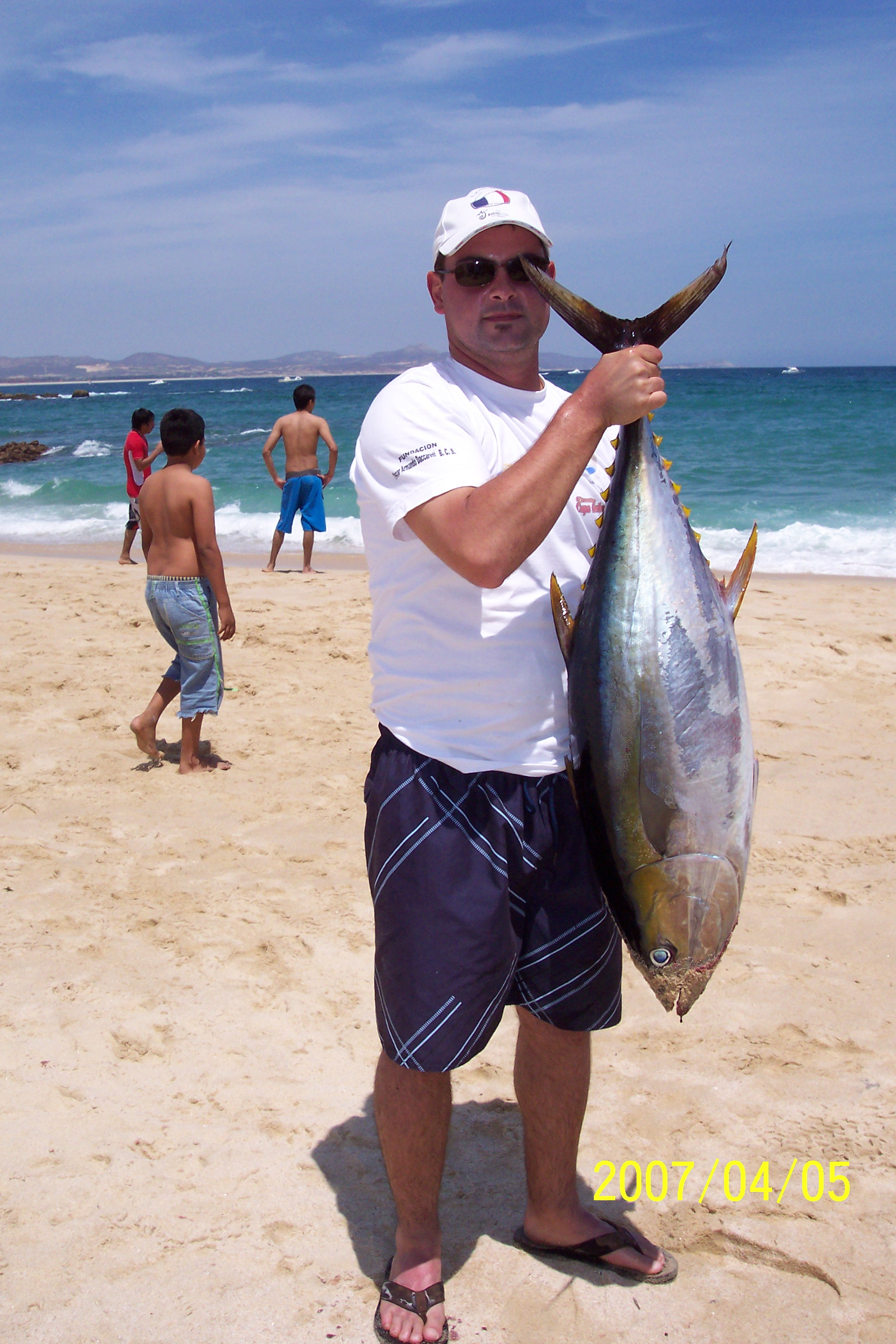
Spécimen d'environ 25-30 kg, péché au vif (sardine Monterey), Basse Californie Sud, Mexique.
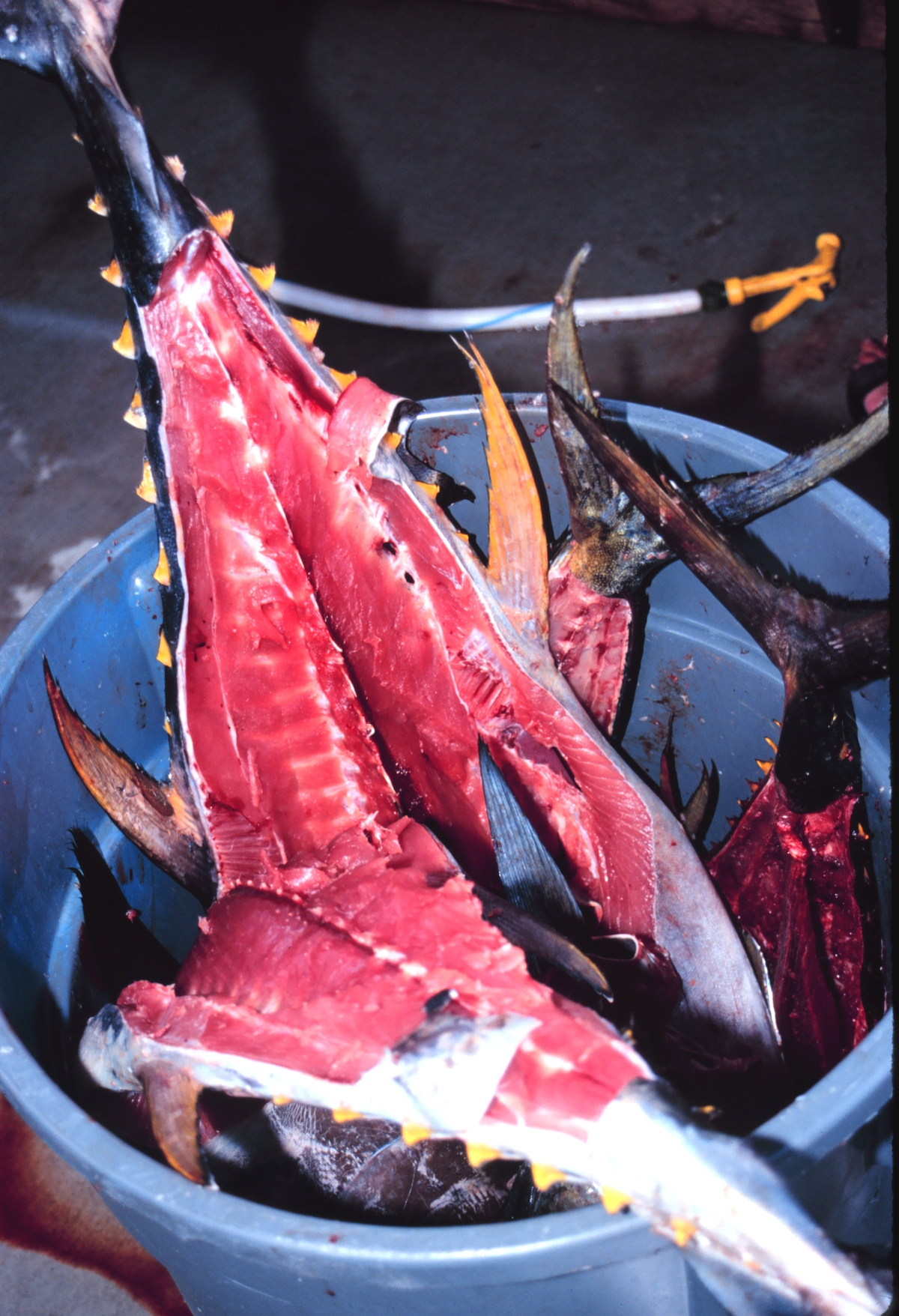
Restes de thons jaunes après la levée des filets

## Classification
Cette espèce a été décrite pour la première fois en 1788 par le naturaliste français Pierre Joseph Bonnaterre.
Synonymes :
- Neothunnus albacora Lowe, 1839
- Neothunnus catalinae Jordan & Evermann, 1926
- Neothunnus itosibi Jordan & Evermann, 1926
- Orcynus subulatus Poey, 1875
- Scomber albacares Bonnaterre, 1788
- Scomber albacorus Lacepède, 1800
- Scomber sloanei Cuvier, 1832
- Semathunnus guildi Fowler, 1933
- Thunnus albacora (Lowe, 1839)
- Thunnus allisoni Mowbray, 1920
- Thunus albacares (Bonnaterre 1788)
- Thynnus albacora Lowe, 1839
- Thynnus argentivittatus Cuvier, 1832
- Thynnus macropterus Temminck & Schlegel, 1844

## Biologie
Le thon albacore fréquente des eaux tropicales et équatoriales aux températures comprises entre 20 et 30 °C, jusqu’à 250 mètres de profondeur. Il se regroupe en bancs accueillant d'autres poissons. Ils atteignent leur maturité sexuelle à l'âge de 2 ou 3 ans, ils mesurent alors 100 cm en moyenne.

## Surpêche
Le thon albacore est amplement péché depuis les années 1990, les prélèvements se montent à plus de 1 million de tonnes par an. Ils atteignent 1,3 million de tonnes en 2002. Les dispositifs de concentration de poisson sont amplement utilisés pour la capture. Péché à l'état de juvénile, empêchant la reproduction, l'espèce est menacée, principalement par les sociétés de pêche espagnoles et françaises qui sont très contrôlées contrairement aux autres sociétés asiatiques, qui elles sont très discrètes sur leur pêcherie.

### En Atlantique
Les prélèvements plafonnent à 100 000 tonnes depuis 2010. Le Ghana et la Guinée équatoriale interdisent la pêche en janvier et février.

### En Pacifique Est
Les prélèvements ont atteint 195 000 tonnes en 2015 . Des mesures ont été prises pour limiter la surpêche des différentes espèces de thon.

### En Pacifique Centre et Ouest
Les prélèvements ont atteint à 500 000 tonnes en 2015 . La pêche est interdite entre juillet et septembre dans les eaux nationales et internationales depuis 2015.

### Océan Indien
Les stocks de l'Océan Indien sont fortement menacés par la surpêche en particulier par les compagnies européennes (400 000 tonnes en 2015). Les prélèvements des pêcheries des états riverains (Iran, Sri Lanka, Inde, Indonésie), ne sont pas comptabilisés. L'usage généralisé des dispositifs de concentration de poisson provoque des prélèvements excessifs de juvéniles, mettant en danger la conservation de l'espèce. La demande de réduction de 20% des prélèvements émise par les scientifiques depuis 2014, et de respect des tailles de captures est restée sans suite, depuis des quotas ont été mis en place en 2019.